# Bergheim (Oberbayern)
Bergheim ist eine Gemeinde im oberbayerischen Landkreis Neuburg-Schrobenhausen und ein Mitglied der Verwaltungsgemeinschaft Neuburg an der Donau.

## Geographie

### Lage
Die Gemeinde liegt sieben Kilometer nordöstlich der Kreisstadt Neuburg an der Donau, an der Straße, die von Neuburg nach Ingolstadt führt.

### Gemeindegliederung
Die Gemeinde hat fünf Gemeindeteile (in Klammern ist der Siedlungstyp angegeben):
- Attenfeld (Kirchdorf)
- Bergheim (Pfarrdorf)
- Hennenweidach (Einöde)
- Igstetterhof (Einöde)
- Unterstall (Pfarrdorf)

## Geschichte

### Vor- und Frühentwicklung
Die ersten Ansiedlungen stammen aus der Mittel- und Jungsteinzeit (8000 bis 1800 v. Chr.). Dies belegen Funde bei Attenfeld, wo Siedlungsgruben, Keramik, ein Steinbeil und Scherben freigelegt wurden. Ausgrabungen von 1949 zeigen, dass auch in Bergheim zur Jungsteinzeit (4000 bis 2000 v. Chr.) eine Siedlung vorhanden war. Ein Hockergrab und Siedlungsgruben aus der Frühbronzezeit (1800 bis 1600 v. Chr.) wurden am „Geißbuck“ (Steinbruch) freigelegt.

### Gemeinde Bergheim
Im Zuge der Gebietsreform in Bayern wurde die jetzige Gemeinde durch den Zusammenschluss der Gemeinden Attenfeld (mit Igstetter Hof), Bergheim (mit Hennenweidach) und Unterstall (mit Straßwirt) am 1. Mai 1978 neu gebildet.

### Verwaltungsgemeinschaft Neuburg an der Donau
Die Verwaltungsgemeinschaft mit Sitz in Neuburg an der Donau besteht aus den Gemeinden Bergheim und Rohrenfels. Mit Einrichtung dieser Verwaltungsgemeinschaft zum 1. Mai 1978 konnte die politische Selbständigkeit beibehalten werden, da beide Gemeinden die geforderte Mindestgröße von 1.800 Einwohnern pro Gemeinde nicht erreichten. Anfangs gehörten zur Verwaltungsgemeinschaft auch die Gemeinden Oberhausen und Weichering, die auf ihren Antrag entlassen wurden und eigene Verwaltungen einrichteten.

### Bergheim
Der Ort Bergheim, als größter der Gemeinde, wurde um 1182/1195 anlässlich der Einweihung der Kirche durch den Bischof Otto von Eichstätt erstmals urkundlich erwähnt.
Der Ortsname kommt von der Bezeichnung „Perkhaimb“, was in etwas „Heim am Berge“ bedeuten sollte. Allerdings liegt die Ortschaft zum einen wirklich auf einigen kleinen Hügeln – die damit schon den leichten Anstieg des Juragebietes in den Norden hinauf andeuten, zum anderen liegt sie direkt an der Donau und grenzt damit direkt an die große Ebene des Donaumooses.
Seit jeher gehörte Bergheim zur nahe liegenden Stadt Neuburg an der Donau und teilte damit über Jahrhunderte hinweg das Schicksal des pfalz-neuburgischen Landvogtamtes.
Aus der neuzeitlichen Geschichte des Ortes ist zu bemerken, dass bereits im Jahr 1899 eine ständige Postomnibusverbindung der Ortschaften Ingolstadt-Gerolfing-Dünzlau-Irgertsheim-Bergheim eingerichtet wurde, die ihre Zulaufstelle in der Postagentur der Brauerei Speth hatte.
Im Jahre 1922 und über die folgenden Jahre hinweg erfolgte in Bergheim die Erschließung der Bauernhöfe an die Elektrizität. Der Anschluss an die Kanalisation wurde in den Jahren 1971 bis 1974 durchgeführt, wobei in diesem Zuge auch der vollständige Ausbau der Straßen erfolgte.

### Unterstall
Der Ort liegt in einer Senke, ist an drei Seiten von den Juraausläufern umgeben und ist im Südosten von der Donau begrenzt. Zur Entstehung des Ortsnamens gibt es zwei Versionen, die eine leitet Unterstall von „Unterer Burgstall“ ab, die andere Version besagt, dass der Name von dem germanischen Wort „stal“ abgeleitet wird, was so viel wie „untere Wohnstätte“ bedeutet und als Erklärung auch wahrscheinlicher ist. Urkundlich ist Unterstall erstmals 1179 als Besitz des Eichstätter Domkapitels erwähnt.

### Attenfeld
Attenfeld ist der kleinste Gemeindeteil, auf drei Seiten von Wäldern umgeben, idyllisch in den sanften Hügeln und Ausläufern des Fränkischen Jura gelegen. Zur Entstehung des Namens Attenfeld gibt es zwei Versionen, die eine leitet den Namen von „Odinsfeld“, also das Feld des Odin, die andere Version von „Attafeld“, der Väter Feld ab. Welche letztendlich richtig ist, dürfte kaum noch zu beweisen sein. Urkundlich wurde Attenfeld erstmals im Urbar des Marschalls von Pappenheim 1214 unter dem Namen Attenvelt genannt.

### Einwohnerentwicklung
Zwischen 1988 und 2018 wuchs die Gemeinde von 1535 auf 1877 um 342 Einwohner bzw. um 22,3 %.

## Politik

### Bürgermeister
Bürgermeister ist seit der Kommunalwahl 2014 Tobias Gensberger (Dorfgemeinschaft Bergheim); er setzte sich gegen Michael Hartmann (CSU) durch. Dieser stand seit 2008 an der Spitze der Gemeinde. Gensberger wurde ohne Mitbewerber am 15. März 2020 mit 90,7 % für weitere sechs Jahre im Amt bestätigt.

### Gemeinderat
Der Gemeinderat hat zwölf Mitglieder. Bei der Kommunalwahl 2020 erreichte die Dorfgemeinschaft Bergheim 6 Sitze, die Bürgergemeinschaft Unterstall 4 Sitze und die CSU 2 Sitze.

### Wappen

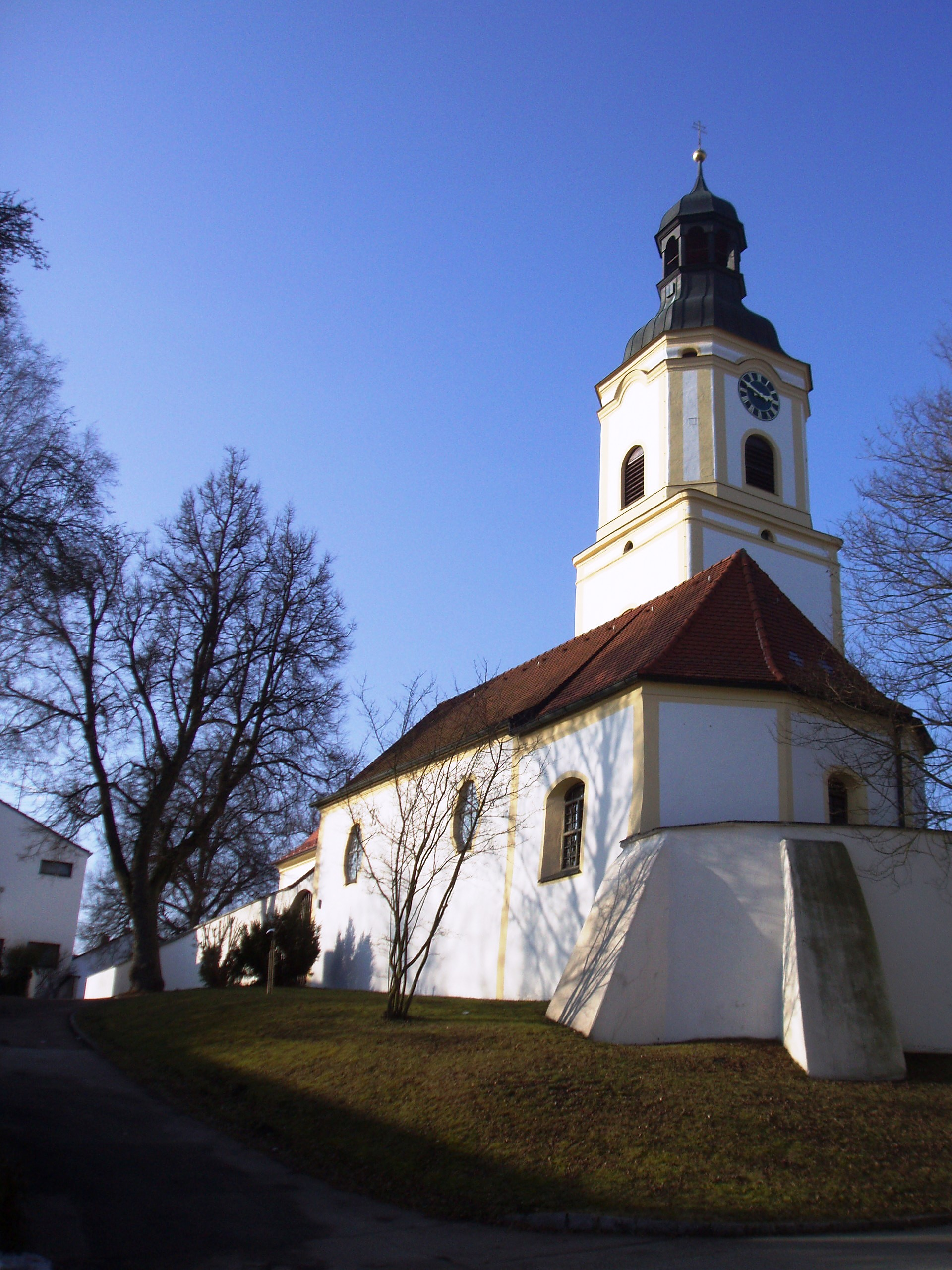
Kirche St. Mauritius mit der südöstlich im ummauerten Friedhof stehenden Marienkapelle

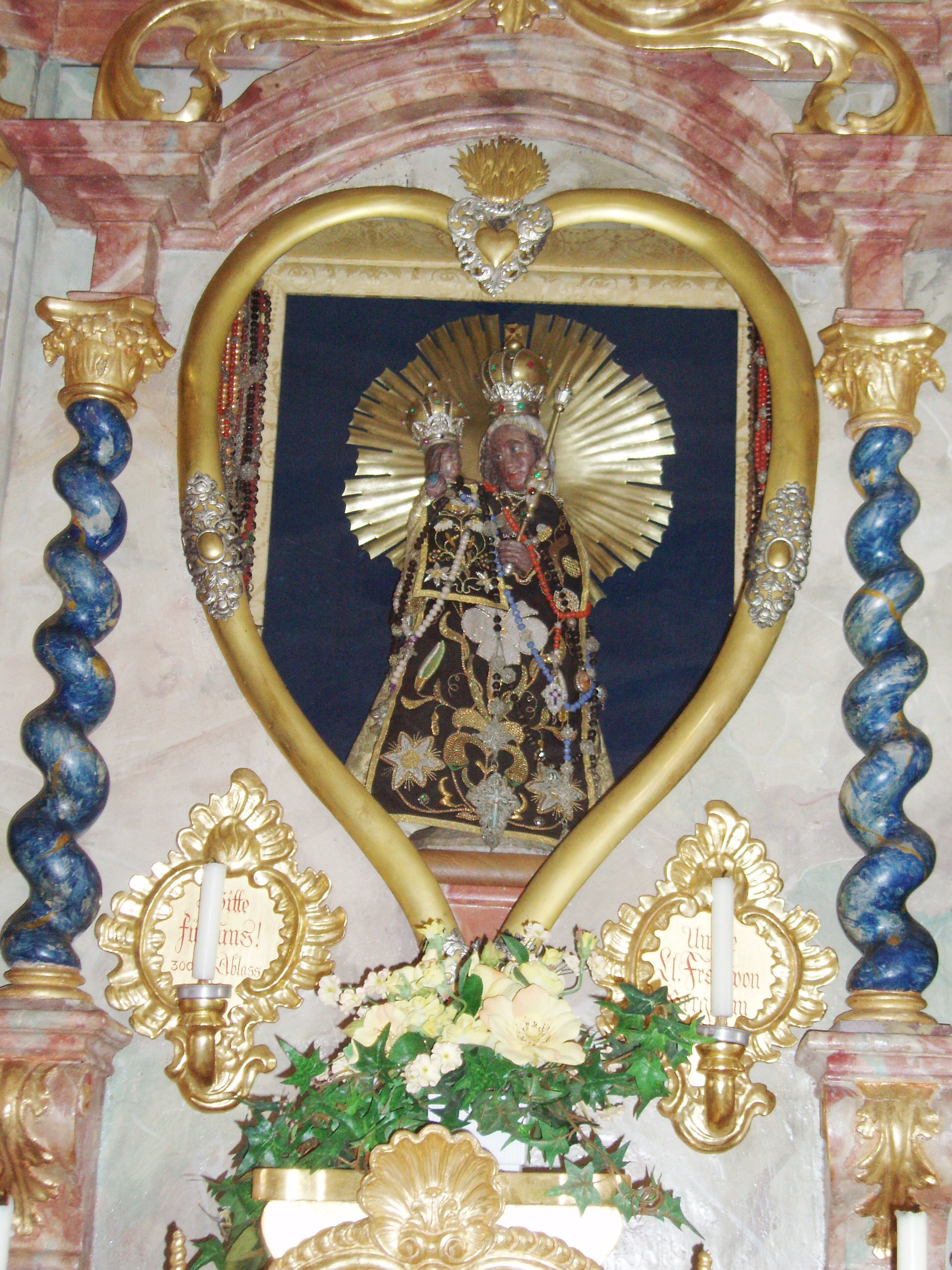
Altöttinger Madonna in der Bergheimer Marienkapelle

|                         | Blasonierung: „Über einen mit einem blauen Wellenbalken belegten silbernen Dreiberg durch eine silberne Turnierlanze gespalten von Rot und Schwarz, vorne ein goldener Bischofsstab, unten beseitet von zwei abgewandten goldenen Pflugscharen, hinten ein doppelschwänziger, rotgekrönter, rotbewehrter und rotgezungter goldener Löwe.“ |
| Wappenführung seit 1982 | |

## Sehenswürdigkeiten
Bergheim:
- Pfarrkirche St. Mauritius, 1744–1783 von den Klöstern Kaisheim und Niederschönenfeld anstelle einer Kirche des frühen 14. Jahrhunderts unter Verwendung einiger Teile des Vorgängerbaus neu errichtet; Turm mit barocker Haube; 1961/62 Verlängerung des Langhauses um 6 m; Kanzel um 1700; barocker Hochaltar von 1765; barocke Seitenaltäre aus dem Franziskanerkloster von Neuburg an der Donau; Madonna von 1460/70
- Marienkapelle im Friedhof, 1748 errichtet, 1772 barock ausgestattet, mit 1702 erworbener Kopie des Altöttinger Gnadenbildes als Wallfahrtsbild „Unserer Lieben Frau von Bergheim“, Hochaltar von 1721.
- Weitere Kapellen und Feldkreuze

Hennenweidach:
- St. Anna-Kapelle, 1910/12 anstelle einer Kapelle des 16. Jahrhunderts erbaut.

Unterstall:
- Kirche St. Magnus, 1520 als Chorturmkirche errichtet, im 17. Jahrhundert zur Saalkirche umgebaut, aus dieser Zeit der barocke Deckenstuck; spätgotische Sakramentsnische; Altäre aus den späten 18. Jahrhundert, Kanzel aus dem 17. Jahrhundert, Holzfiguren aus dem 16. bis 18. Jahrhundert
- Kapellen und Feldkreuze, Conler-Säule

Attenfeld:
- Kirche St. Aegidius, spätromanisch (12. Jahrhundert)
- Waldkapelle „Willibaldsruh/Willibaldiruh“ im Brunnholz, in der ersten Hälfte des 19. Jahrhunderts anstelle einer hölzernen Vorgängerkapelle errichtet; in der Nähe Kreidequarzitblock mit ständig wassergefüllten Vertiefungen

## Wirtschaft und Infrastruktur
2017 gab es in der Gemeinde 90 sozialversicherungspflichtige Arbeitsplätze. Von der Wohnbevölkerung standen 862 Personen in einem versicherungspflichtigen Beschäftigungsverhältnis. Damit war die Zahl der Auspendler, deren Ziel vor allem Neuburg an der Donau und Ingolstadt ist, um 772 Personen größer als die der Einpendler. 13 Einwohner waren arbeitslos. 2016 gab es 41 landwirtschaftliche Betriebe, die eine Fläche von 1516 ha bewirtschafteten.

### Verkehr
Durch Bergheim führt die Staatsstraße 2214 (ehemals Bundesstraße 16), Unterstall liegt rund 1 km von dieser Straße entfernt. Attenfeld wird über die Staatsstraße 2035 und die Kreisstraße ND 2 erschlossen; letztere führt über Unterstall bis zur Staatsstraße 2214. Die Verbindung zur neuen, nach Süden verlegten Bundesstraße 16 zweigt als Staatsstraße 2043 östlich von Bergheim aus der Staatsstraße 2214 ab und quert im Gemeindegebiet die Donau.

### Bildung
In der Gemeinde gibt es
- eine Kindertagesstätte mit 99 Plätzen und 80 betreuten Kindern (Stand 1. März 2018) sowie
- eine Grundschule (im Ortsteil Unterstall) mit vier Lehrkräften und 75 Schülern (Schuljahr 2019/2020).[7]

## Persönlichkeiten
- Albert Siebenhüter OSB (1913–1995), 1968–1986 zunächst Administrator, dann Abt des Stiftes Lambach in Österreich
- Hans Döllgast (1891–1974), deutscher Architekt